# Chris Froome
Chris Froome (Nairobi, 1985. május 20. –) kenyai születésű brit országútikerékpár-versenyző, jelenleg az  Israel – Premier Tech versenyzője.
2008-ig kenyaiként versenyzett, ekkor kapta meg a brit állampolgárságot. Miután brit apja még az ő gyerekkorában költözött Kenyába, könnyen megkapta az állampolgárságot.
A nemzetközi élmezőnybe 2011-ben tört be, ekkor másodikként végzett a Vueltán, ezzel beállította az ezen a versenyen elért legjobb brit eredményt, amely korábban Robert Millar (1985, 1986) nevéhez fűződött.
A 2012-es Tour de France-on szakaszt tudott nyerni, összetettben pedig másodikként zárt a csapat- és honfitárs Bradley Wiggins mögött.
A londoni olimpián bronzérmet szerzett az egyéni időfutamban Wiggins, valamint a német Tony Martin mögött.
A 2013-as, a 2015-ös, a 2016-os és a 2017-es Tour de France győztese.

## Karrierje

### Kezdetek
Froome Kenya fővárosában, Nairobiban született, azonban még gyerekkorában a család Dél-Afrikába költözött. Maga Froome a johannesburgi St John's College-ba járt.
Kerékpárversenyzői karrierje hegyi-kerékpározással indult, csak néhány év után tért át az országúti versenyzésre. A 2006-os világbajnokságon látványos, és végül szerencsés kimenetelű balesetet szenvedett, amikor elütött egy UCI-ellenőrt, amely mindkettejük eséséhez vezetett. Végül kiderült, hogy egyikőjük sem sérült meg az ütközés során.

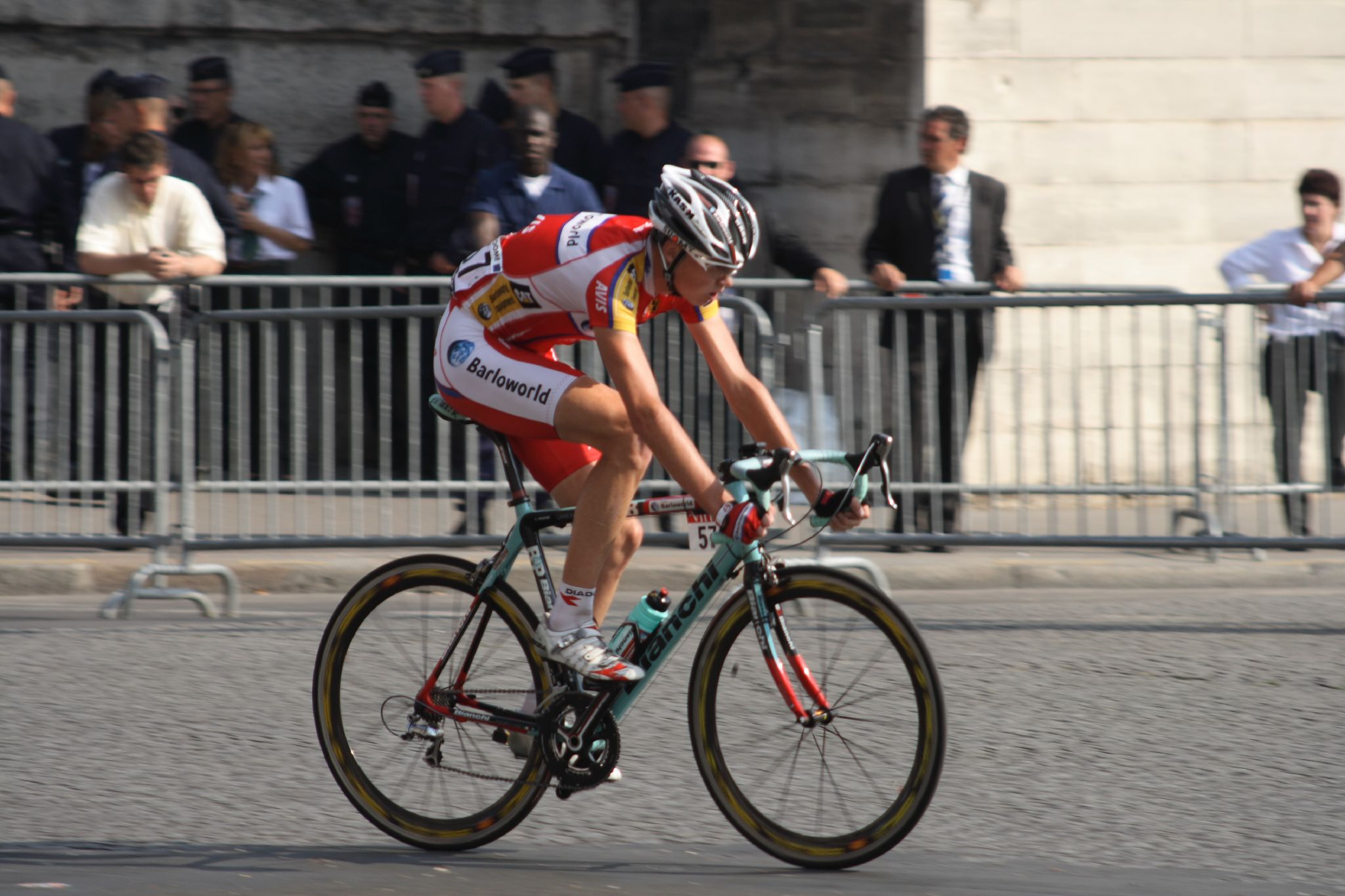
Froome a 2008-as Tour de France-on

2007-ben állt hivatásos versenyzőnek, a dél-afrikai Konica Minolta csapat színeiben, egy évvel később pedig már a Barloworld versenyzője volt, amelynek színeiben részt vehetett a 2008-as Tour de France-on is. Itt nyolcvannegyedikként zárt, tizenkettedikként a 25 év alattiak versenyében. Részt vett a Girón is, Olaszországban 36., illetve a fiatalok között hetedik lett.

### 2010
2009 szeptemberében bejelentették, hogy a 2010-es szezontól kezdve a Team Sky versenyzője lesz. Ebben az évben legjobb eredményét a Tour du Haut Var elnevezésű versenyen érte el, ahol kilencedik lett összetettben.
Ugyanebben az évben második lett a brit időfutam-bajnokságon, megmutatva ezzel erényeit ebben a versenyfajtában.

### 2011
A 2011-es szezon elején top 15-ös összetett eredményekkel indított a kasztíliai körversenyen és a Tour de Romandie-n. A svájci körversenyen hektikusság jellemezte a versenyzését, egyes szakaszokon tudta tartani az élmezőny tempóját a hegyeken, máskor viszont az elsők között szakadt le a főmezőnytől. A verseny időfutam szakaszán kilencedikként zárt.

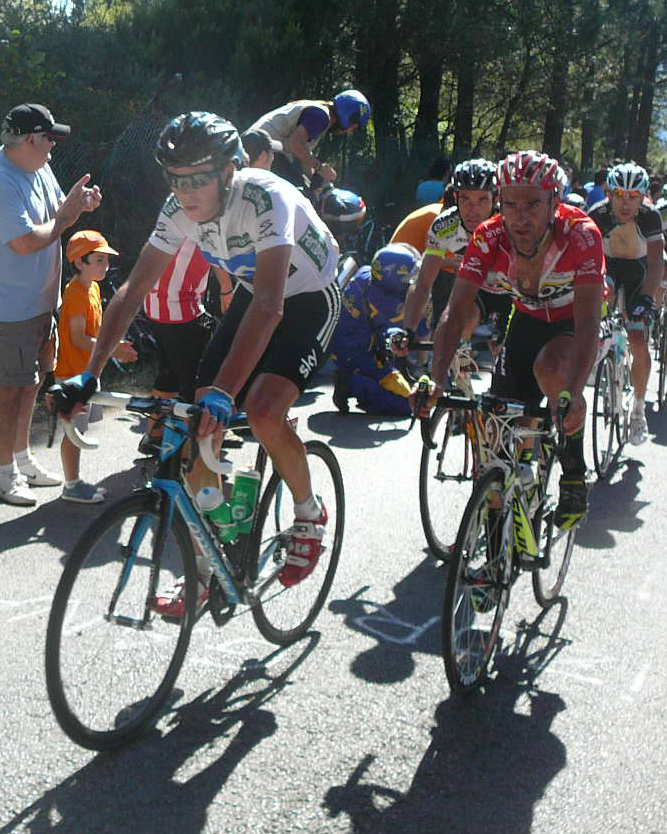
Froome és a Geox–TMC versenyzője, Juan José Cobo a Vueltán. Froome másodikként zárt, tizenöt másodperccel éppen Cobo mögött.

A Vueltán a honfitárs Bradley Wiggins fő segítőjeként számítottak rá a hegyi szakaszokon, ez a segítség leginkább a 9. szakaszon mutatkozott meg. A következő szakaszon, amely egy egyéni időfutam volt, Tony Martin mögött második lett, megelőzve még a csapat első számú versenyzőjének számító Wigginst is, így a szakaszt követően némileg váratlanul ő állt az összetett élén. A 11. szakaszon, bár az egyik hegyen leszakadt, végül csak a második helyre esett vissza. A 11. szakaszon az ő segítségének is volt köszönhető az, hogy Wigginsnek sikerült leszakítani a két fő riválisnak számító Vincenzo Nibalit és Joaquim Rodríguezt. A királyetapnak számító 15. szakaszon, amely az Alto de L’Anglirun végződött, ő vezette a főmezőnyt, amely a szökésben lévő Juan José Cobo utolérését tűzte ki célul. Ez végül nem sikerült, Cobo pedig a nap végén átvette a vezetést. A 17. szakaszon egy sikertelen támadást hajtott végre Froome az utolsó kilométeren, ugyanis Cobónak sikerült visszavernie azt. Végül mégis sikerült egy egymásodperces előnyt kiharcolnia magának, miután 300 méterrel a szakasz vége előtt sikerült leszakítania magáról a hazai pályán versenyző kerekest. Az időjóváírásoknak köszönhetően végül nagyobb hasznot hozott Froome-nak a szakasz, ugyanis így már csak 13 másodperc volt a hátránya az összetett versenyben. Ezt végül nem sikerült tovább faragnia a hátralévő szakaszokon, ám második helyével a verseny történetének legjobb brit eredményét állította be, Robert Millar 1985-ben és 1986-ban végzett másodikként itt.
Szeptember 16-án hároméves szerződéshosszabbításról egyezett meg a Sky-jal. Tagja volt a világbajnokságon szereplő brit csapatnak, amely hozzásegítette Mark Cavendisht a mezőnyverseny megnyeréséhez. Októberben harmadik lett a Tour of Beijing első kiírásán.

### 2012
Az idény eleje nem indult jól számára, ugyanis különböző betegségek, illetve sérülések hátráltatták. Ezek közül a legkomolyabb egy még 2011-ben összeszedett trópusi fertőzés volt, amely miatt rendkívül legyengült. Március végén egy edzés során összeütközött egy hetvenkét éves gyalogossal. Első versenye a Tour de Romandie volt, majd több csapattársával együtt Tenerifén edzőtáborozott.

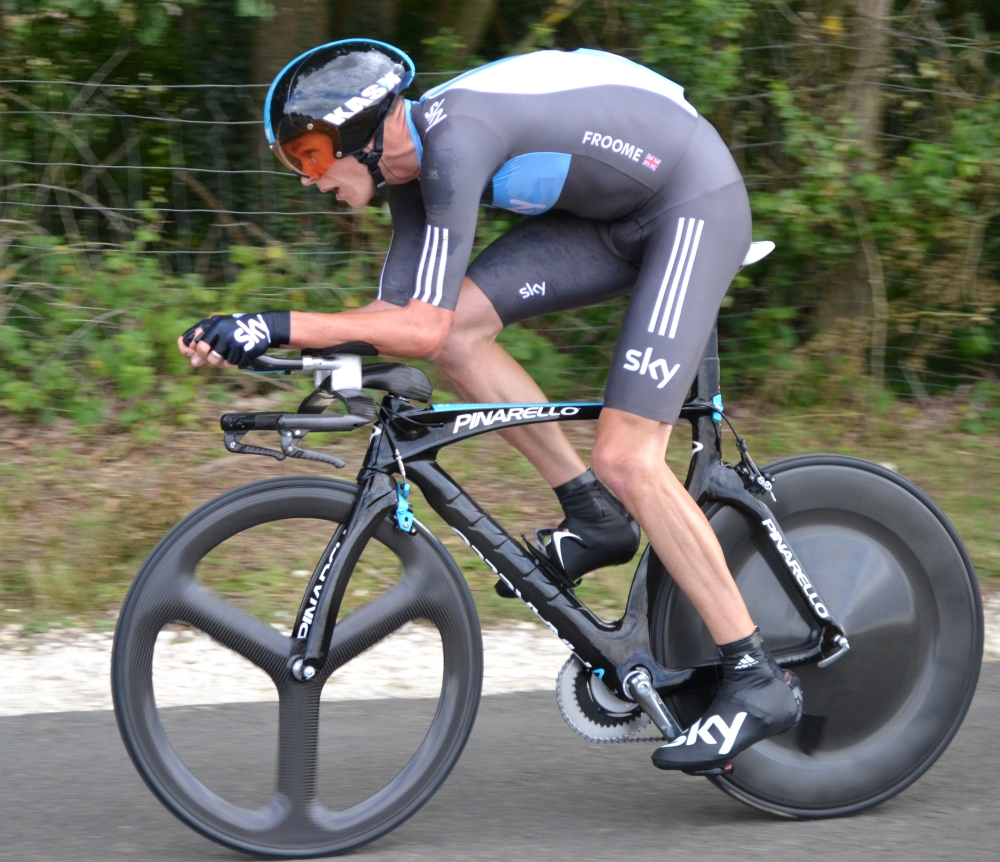
Froome a Tour de France 19. szakaszán. A versenyt az összetett második helyén zárta csapattársa, a szintén brit Bradley Wiggins mögött.

Froome lehetőséget kapott a 2012-es Tour de France-on, ugyanis bekerült a versenyen szereplő csapatba. A prológ után egy szerencsétlen defekt miatt több, mint egyperces hátrányba került az élen álló, a prológot megnyerő Fabian Cancellarához képest. A 3. szakaszon belekeveredett egy nagyobb bukásba, ám végül sikerült felérnie a főmezőnyhöz, és végül a győztes csapattárs Edvald Boasson Hagennel azonos idővel ért célba. A hetedik szakaszt megnyerte, miután látta, hogy sikerült az aznapi segítsége Wigginsnek, és nem fog hátrányba kerülni a szakaszon a címvédő Evansszel szemben. Otthagyta a Wiggins-Evans-fémjelezte csoportot, és 2 másodperces előnnyel megnyerte a szakaszt. A győzelem miatt rövid ideig övé volt a pöttyös trikó, azonban ezt már a következő napon átvette tőle Fredrik Kessiakoff. A 9. szakaszon második lett Wiggins mögött, ezzel feljött az összetett harmadik helyére. A további szakaszok során a címvédő Evans folyamatosan leszakadt, így Froome még egy helyet előre tudott lépni, és kettejük fő kihívójává Vincenzo Nibali vált. A 17. szakaszon Wigginsszel a második és harmadik helyen végeztek, további előnyt szerezve maguknak. Ezen a szakaszon a csapatutasítás minden valószínűség szerint a szakaszgyőzelembe került, ugyanis a felvételeken többször lehetett olyan momentumokat látni, hogy ha Froome-nak nem kellett volna Wigginst segítenie, könnyedén otthagyhatta volna őt, és üldözőbe vehette volna a végül győztes Alejandro Valverdét. A 19. szakasz ismét egy egyéni időfutam volt, ahol ismét ők ketten végeztek az első két helyen. A Tour végén az összetett is az ő dominanciájukat hozta, ezzel az első két brit lett a Tour 109 éves történetében, akik dobogóra állhattak.

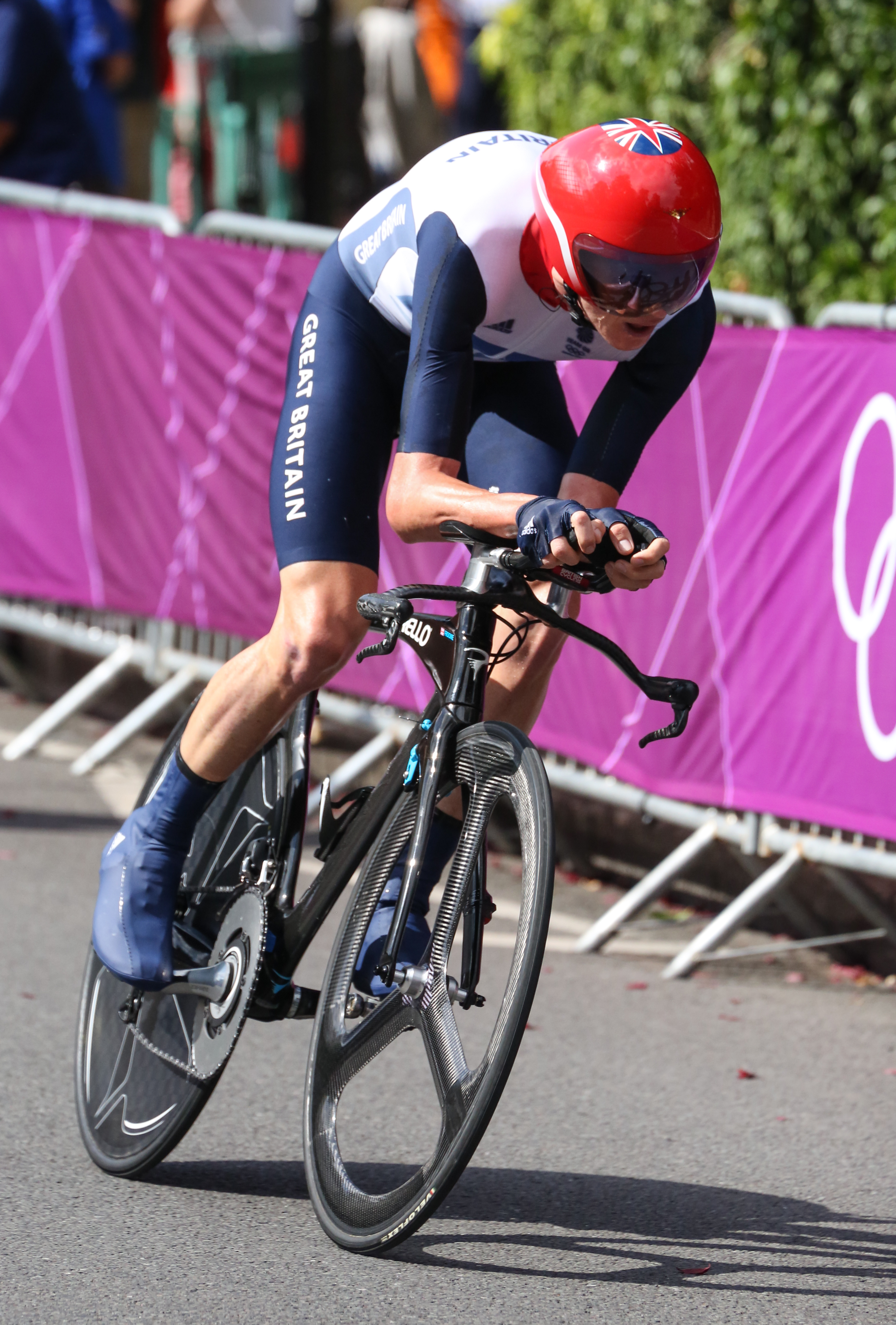
Az olimpia egyéni időfutamán bronzérmet szerzett.

Csapattársaival, Cavendish-sel, Wigginsszel, Stannarddel és Millarral együtt tagja volt az olimpián szereplő brit csapatnak. Mindkét versenyszámban, a mezőnyversenyen és az időfutamon is indult, utóbbin harmadikként zárt, ezzel pályafutása első olimpiáján rögtön érmes helyen végzett.

## Sikerek

### Olimpia
2013, 2015, 2016
Tour de France győzelmek
2012 London
 Bronzérem, egyéni időfutam

### Főbb országúti eredmények
2005
1., Tour of Mauritius, 2. szakasz
2006
1., Tour of Mauritius
1., 2. szakasz
1., 3. szakasz
2., Anatomic Jock Race
2007
1., Mi-Août Bretonne
1., Giro delle Regioni (U23), 5. szakasz
1., Tour of Japan, 6. szakasz
2., Berg en Dale Classic
3., Afrika-játékok, mezőnyverseny
2008
2., Giro del Capo
2009
1., Giro del Capo, 2. szakasz
1., Anatomic Jock Race
2010
2, brit időfutam-bajnokság
5., nemzetközösségi játékok egyéni időfutam
2011
2., Vuelta a España
1., 17. szakasz
3., Tour of Beijing
2012
2., Tour de France
1., 7. szakasz
3., olimpia, Egyéni időfutam
4., Critérium du Dauphiné
2013
Tour de France győztese
1., 8 és 15. szakasz
2015
Tour de France győztese
1., 10. szakasz
2016
Tour de France győztese
8., 18. szakasz

## Eredményei a Grand Tour-versenyeken
| Grand Tour | 2008 | 2009 | 2010 | 2011 | 2012 | 2013 | 2014 | 2015 | 2016 |
| ---------- | ---- | ---- | ---- | ---- | ---- | ---- | ---- | ---- | ---- |
| Giro       | -    | 36   | VL   | -    | -    | -    | -    | -    | -    |
| Tour       | 84   | -    | -    | -    | 2    | 1    | VL   | 1    | 1    |
| Vuelta     | -    | -    | -    | 2    | -    | -    | 2    | VL   | 2    |

VL-visszalépett

## További Információk
- Hivatalos honlapja Archiválva 2020. november 9-i dátummal a Wayback Machine-ben
- Adatlapja a Team Sky honlapján
- @chrisfroome a Twitteren